# Wasted
„Wasted” este o piesă country a interepretei americane Carrie Underwood. Cântecul a fost inclus pe albumul de debut al artistei, Some Hearts, fiind lansat ca cel de-al cincilea disc single al materialului. „Wasted” a obținut locul 1 în Billboard Hot Country Songs, devenind cel de-al treilea single al artistei ce ajunge în vârful clasamentului. De asemenea, discul a obținut clasări de top 40 în Canada și Statele Unite ale Americii.

## Clasamente
| Clasament                    | Poziția maximă | Referință |
| ---------------------------- | -------------- | --------- |
| Canadian Country Singles     | 1              | [ 5 ]     |
| Canadian Hot 100             | 35             | [ 4 ]     |
| Billboard Hot Country Songs  | 1              | [ 2 ]     |
| Billboard Hot 100            | 37             | [ 3 ]     |
| Billboard Hot Airplay        | 28             | [ 6 ]     |
| Billboard Pop 100            | 54             | [ 7 ]     |
| Billboard Hot Digital Songs  | 45             | [ 8 ]     |
| Billboard Hot Digital Tracks | 39             | [ 9 ]     |